# Fairton
Fairton è un census-designated place (CDP) degli Stati Uniti d'America, situato nello Stato del New Jersey, nella contea di Cumberland.